# کارلت
کارلت (به اسپانیایی: Carlet) یک شهرستان در اسپانیا است که در Ribera Alta واقع شده‌است.

## خصوصیات
کارلت ۴۵٫۶ کیلومترمربع مساحت و ۱۵٬۳۶۶ نفر جمعیت دارد و ۴۸ متر بالاتر از سطح دریا واقع شده‌است.